# Леопольд Ліндтберг
Леопо́льд Лі́дтберґ (нім. Leopold Lindtberg; нар. 1 червня 1902, Відень, Австрія — пом. 18 квітня 1984, Зільс-ім-Енгадін, Граубюнден Швейцарія) — швейцарський театральний і кінорежисер австрійського походження.

## Біографія
Леопольд Лідтберг народився у Відні в єврейській сім'ї. Почав працювати в театрі у Німеччині, але з приходом до влади націонал-соціалістів був вимушений емігрувати. З 1933 року жив і працював у Швейцарії, був режисером Цюрихського драматичного театру.
Як кінорежисер Лідтберг поставив 31 фільм, ставав лауреатом «Гран-прі» (головного призу) Каннського кінофестивалю (за фільм «Останній шанс», 1945) і «Золотого ведмедя» Берлінського кінофестивалю (фільм «Четверо у джипі», 1951).

## Фільмографія
| Рік       |     | Назва українською             | Оригінальна назва             | Режисер | Сценарист |
| --------- | --- | ----------------------------- | ----------------------------- | ------- | --------- |
| 1932      | к/м | Якщо двоє свариться           | Wenn zwei sich streiten       | Так     | Так       |
| 1939      |     | Вахмістр Штудер               | Wachtmeister Studer           | Так     |           |
| 1942      |     | Зловживання любовними листами | Die mißbrauchten Liebesbriefe | Так     | Так       |
| 1942      |     | Постріл з амвона              | Der Schuß von der Kanzel      | Так     |           |
| 1944      |     | Марія-Луїза                   | Marie-Louise                  | Так     |           |
| 1944      |     |                               | Landammann Stauffacher        | Так     |           |
| 1945      |     | Останній шанс                 | Die letzte Chance             | Так     |           |
| 1949      |     | Царювання Матто               | Matto regiert                 | Так     | Так       |
| 1950      |     | Швейцарський тур              | Swiss Tour                    | Так     |           |
| 1951      |     | Четверо у джипі               | Die Vier im Jeep              | Так     |           |
| 1953      |     | Вони знайшли дім              | Sie fanden eine Heimat        | Так     | Так       |
| 1964      | т/ф | Генріх VI                     | Heinrich VI                   | Так     |           |
| 1972      | т/ф | Кішки-мишки                   | Katzenspiel                   | Так     |           |
| 1974-1998 | т/с | Деррік                        | Derrick                       | Так     |           |

## Визнання
| Нагороди та номінації Леопольда Ліндтберґа | Нагороди та номінації Леопольда Ліндтберґа   | Нагороди та номінації Леопольда Ліндтберґа | Нагороди та номінації Леопольда Ліндтберґа |
| Рік                                        | Категорія                                    | Фільм                                      | Результат                                  |
| ------------------------------------------ | -------------------------------------------- | ------------------------------------------ | ------------------------------------------ |
| Венеційський міжнародний кінофестиваль     |                                              |                                            |                                            |
| 1941                                       | Кубок Муссоліні за найкращий іноземний фільм | Зловживання любовними листами              | Номінація                                  |
| 1941                                       | Кубок Бієннале                               | Зловживання любовними листами              | Перемога                                   |
| 1942                                       | Кубок Муссоліні за найкращий іноземний фільм | Landammann Stauffacher                     | Номінація                                  |
| 1947                                       | Міжнародний Гран-прі                         | Царювання Матто                            | Номінація                                  |
| Каннський міжнародний кінофестиваль        |                                              |                                            |                                            |
| 1946                                       | Гран-прі фестивалю                           | Останній шанс                              | Перемога                                   |
| 1946                                       | Міжнародна премія миру                       | Останній шанс                              | Перемога                                   |
| 1951                                       | Гран-прі фестивалю                           | Четверо у джипі                            | Номінація                                  |
| 1953                                       | Гран-прі фестивалю                           | Вони знайшли дім                           | Номінація                                  |
| Берлінський міжнародний кінофестиваль      |                                              |                                            |                                            |
| 1951                                       | Золотий ведмідь                              | Четверо у джипі                            | Перемога                                   |
| 1953                                       | Бронзовий ведмідь                            | Вони знайшли дім                           | Перемога                                   |